# Horror Stories 3
Horror Stories 3 (en hangul, 무서운 이야기 3: 화성에서 온 소녀) (traducción literal: Historias de terror 3: La chica que vino de Marte) es una película surcoreana del año 2016, tercera de la serie de películas de terror y cuentos de miedo "Horror Stories" iniciada en 2012.

## Sinopsis
Al igual que las anteriores nos presenta una antología de historias de terror con un amplio elenco entre los cuales están Lee Dae-yeon, Lim Seulong, Park Jung-min, Kyung Soo-jin, Hong Eun-hee y la actriz infantil Kim Su-an. Se estrenó en Corea del Sur el 2 de junio de 2016.

## Segmentos
- "A Girl from Mars": Director : Kyu-Dong min, Original de: DJUNA, Kyu-Dong min, elenco: Kim Su-an
- "Fox crane":Director: Baek Seung-bin, Original de: DJUNA, elenco: Lim Seulong, Kim Jong-soo, Jian, Kim Jung-san y Choi Chang-Hwan
- "Road Rage": Director: Kim Seon, elenco:Park Jung-min, Kyung Soo-jin y So yin-na
- "Machine of spirit":Director:kim Seon, Música: Park young-min, elenco:Hong Eun-hee, Lee Jae-in